# Tokyo Sunrise
Tokyo Sunrise è un singolo di LP, pubblicato il 30 maggio 2014 come terzo estratto dall'album in studio Forever for Now.

## Video musicale
Il video musicale del brano è stato pubblicato il 17 settembre 2014 attraverso su YouTube della cantante.

## Tracce
1. Tokyo Sunrise – 4:24